# 3960 Чалюб'єчжу
3960 Чалюб'єчжу (3960 Chaliubieju) — астероїд головного поясу, відкритий 20 січня 1955 року.
Тіссеранів параметр щодо Юпітера — 3,295.